# Рибосомна РНК

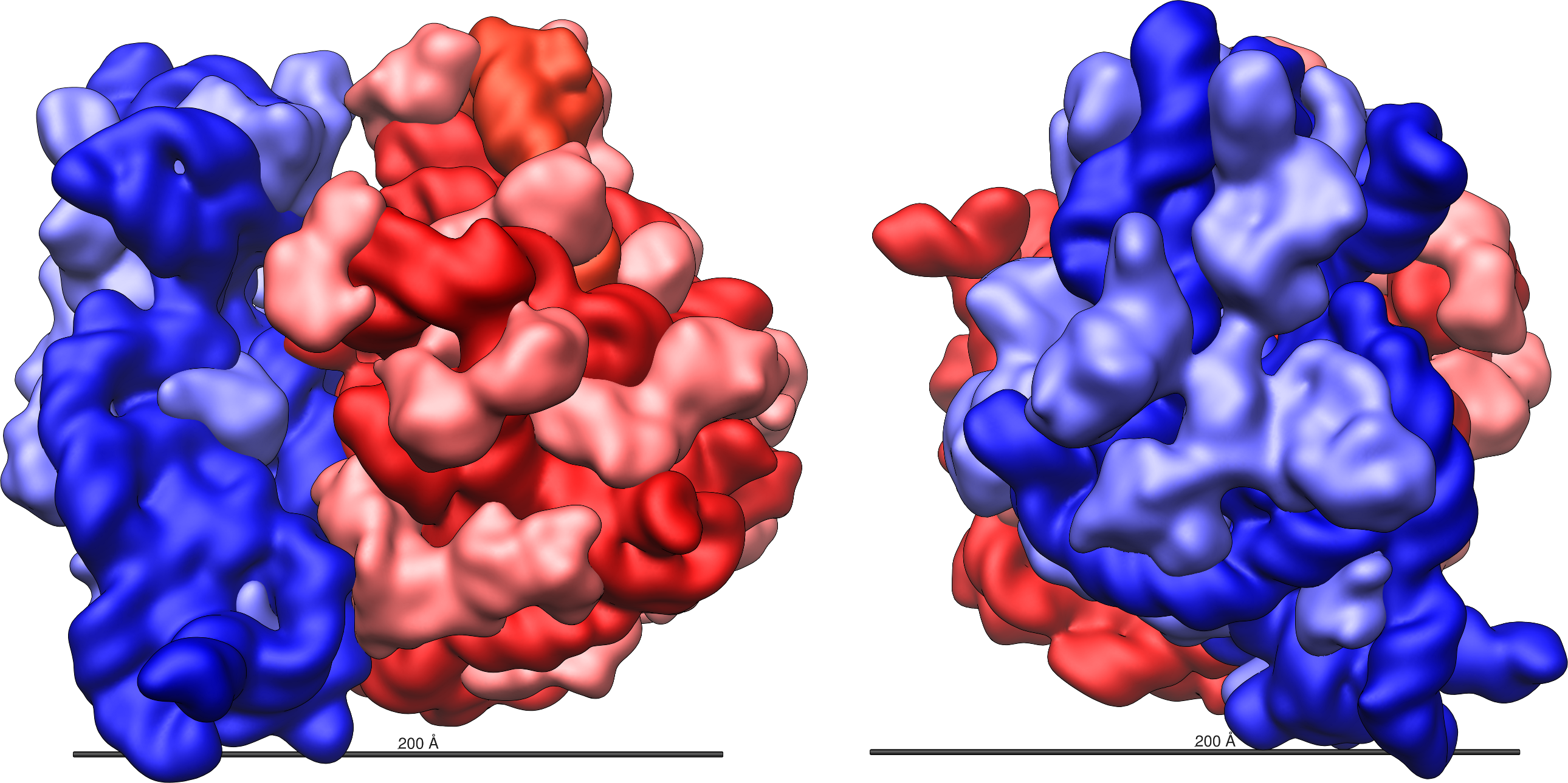
Рибосомна РНК (рРНК) є РНК компонентом рибосоми

Рибосомна РНК (рРНК) — вид РНК, що є центральним компонентом рибосоми, комплексу, що збирає білки у клітині. рРНК синтезується в ядерці. рРНК разом з 70-80 рибосомними білками потім збираються в дві складні субодиниці (велика і маленька субодиниці). Гени рибосомних РНК еукаріотів розміщені у кластерах тандемних повторів, довжиною 11 тис. пар основ. Кожен кластер містить гени 18S, 5,8S та 28S рРНК. Такі кластери повторюються від 100 до 1000 разів і разом формують ядерцевий організатор.  

## Функція
Функція рРНК — забезпечити механізм для розшифровки мРНК в амінокислоти (у центрі маленької рибосомної субодиниці) і взаємодіяти з тРНК протягом трансляції, забезпечуючи діяльність пептидил-трансферази (великої субодиниці). Точність трансляції забезпечують обидві субодиниці.
Знання характеристик рРНК важливі для медицини і вивчення еволюції.
- рРНК — ціль деякої кількості клінічних антибіотиків: хлорамфенікол, еритроміцин, казуагаміцин, місрококін, пароміцин, ріцин, сарцин, спектроміцин, стрептоміцин і тіострептон.
- рРНК — найменш піддаваний до змін ген у всіх клітинах. Тому гени, які кодують рРНК (рДНК) — секвенсують для таксономічної ідентифікації груп організмів і оцінки норм розбіжності видів. Див. 16S рРНК.

## Характеристика

### У бактерій
У бактерій, архей, мітохондрій і хлоропластів маленька рибосомна субодиниця містить 16S рРНК, де S в 16S означає одиниці Сведберга; велика рибосомна субодиниця містить два види рРНК (5S і 23S рРНК). Бактеріальні гени 16S, 23S і 5S рРНК зазвичай організовані разом у одному опероні. У геномі може бути більше одної копії оперону, наприклад, Escherichia coli має сім. Археї можуть містити як містять або єдиний оперон рРНК, так і багато його копій.

### У еукаріотів
На відміну від них, евкаріоти звичайно мають багато копій генів рРНК організованих в тандемні повторах, розділених між собою спейсерами некодуючої ДНК; у людини приблизно 300—400 повторів рДНК, присутні в п'яти кластерах (на хромосомах 13, 14, 15, 21 і 22). У маленькій субодиниці еdкаріот міститься 18S рРНК, а у великій — три види рРНК (5S, 5.8S і 25S/28S рРНК).

### У рослин
У деяких організмах, особливо рослинах, коли два ядра комбінуються в єдиній клітині протягом гібридизації, новий організм може вибрати один набір генів рРНК для транскрипції. Гени рРНК іншого батька заглушуються і звичайно не транскрибуються, хоча бувають винятки. Ця добірна перевага транскрипції генів рРНК відома як ядерцева домінантність.